# Угольский
Угольский — хутор в Алексеевском районе Волгоградской области России. Входит в Стеженское сельское поселение.
Хутор расположен в 8 км юго-западнее станицы Алексеевской и в 7 км южнее хутора Стеженский.
Хутор не газифицирован.
Пойма Хопра. Хорошее место для рыбалки, сбора грибов.

## История
По состоянию на 1918 год хутор входил в Усть-Бузулуцкий юрт Хопёрского округа Области Войска Донского.